# Karl John (skådespelare)
Karl John, född 24 mars 1905 i Köln i dåvarande Kejsardömet Tyskland, död 22 december 1977 i Gütersloh, var en tysk skådespelare. John, som filmdebuterade 1932, sågs i flera decennier i tyska filmer i roller som soldat eller tyskt befäl. Han medverkade även i några internationella produktioner, till exempel Den längsta dagen 1962 där han spelade general.

## Filmografi, urval
- 1940 – Den ofullkomliga kärleken
- 1941 – Stukas
- 1943 – Storstadsmelodi
- 1947 – Autostrada
- 1949 – Vi har funnit varandra
- 1951 – Den förlorade
- 1953 – Träffpunkt Berlin
- 1953 – Ingen väg tillbaka
- 1955 – Djävulens general
- 1955 – Hotel Adlon
- 1962 – Den längsta dagen
- 1964 – Der Hexer
- 1977 – Fruktans lön